# 水位增六
水位增六（巨蟹座Mu2）是一顆單獨的黃色恆星，位置在黃道星座的巨蟹座內。它是肉眼可見的恆星，視星等+5.30等，依據從地球測得的周年視差42.94毫角秒，這顆恆星與太陽的距離是76光年。水位增六將在60萬年後，以最接近的4.9 pc（16 ly）距離掠過太陽。
估計它的年齡是56億年，它已演化成G型次巨星，類型為C2IV。。它的質量是1.2倍太陽質量，和1.8倍的太陽半徑 。 水位增六有相對較高的金屬量 – 天文學家所謂的金屬是除了氫和氦之外的其他元素，比太陽的豐度高出29% 。它的輻射量 太陽亮度的3.45倍3.45，表面的有效溫度是5,809k。